# Килтейл
Килтейл (англ. Kiltale; ирл. Cill Teidhil) — деревня в Ирландии, находится в графстве Мит (провинция Ленстер). Находится поблизости Холма Тары, невдалеке от Дублина.
Население — 300 человек (по оценке). В деревне имеется автобусная станция и супермаркет.